# Arrondissement de Tilsit-Ragnit

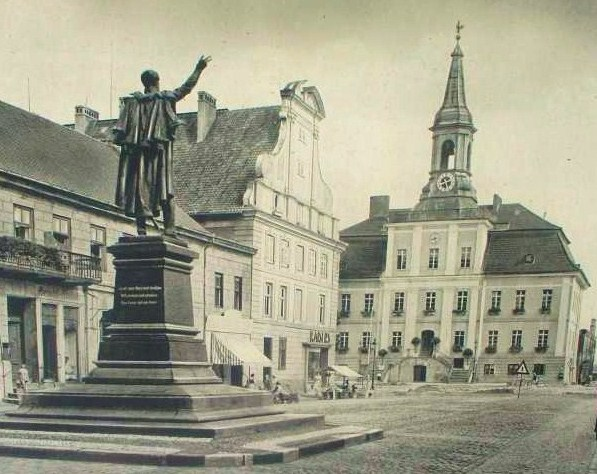
Place du marché de Tilsit, avec l'hôtel de ville au fond, au début du XXe siècle. La ville de Tilsit sort de l'arrondissement de Tilsit en 1896; et devient siège de l'arrondissement de Tilsit-Ragnit à partir de 1922

1922–1945
Entités précédentes :
- Royaume de Prusse

Entités suivantes :
- RSS de Lituanie (partie nord)
- RSFS de Russie (partie sud)

L'arrondissement de Tilstit-Ragnit (Landkreis Tilsit-Ragnit) est une entité territoriale administrative de Prusse-Orientale, faisant partie du district de Gumbinnen, au nord de la province qui exista jusqu'en 1945.

## Historique
Cet arrondissement a été formé en 1922 par la fusion des arrondissements de Tilsit et de Ragnit créés en 1818. Sa population a été évacuée à l'hiver 1944-1945 devançant l'arrivée de l'Armée rouge et l'existence de cet arrondissement a cessé pendant la campagne de Prusse-Orientale qui a mis fin à cette province. Entre 1829 et 1878, ces territoires faisaient partie de la nouvelle province de Prusse, avant qu'elle ne soit scindée en Prusse-Orientale et Prusse-Occidentale.
Au 1er octobre 1944, l'arrondissement avait la configuration suivante:
- Ville de Ragnit
- 329 villages de moins de deux mille habitants
- 5 anciens domaines seigneuriaux

## Démographie
- 1885: 54 391 habitants (arrondissement de Ragnit), plus 47 197 habitants (arrondissement de Tilsit, sans la ville de Tilsit)
- 1933: 57 354 habitants (Une grande partie du territoire lui a été enlevée pour faire partie du territoire de Memel)
- 1939: 84 723 habitants

## Histoire administrative

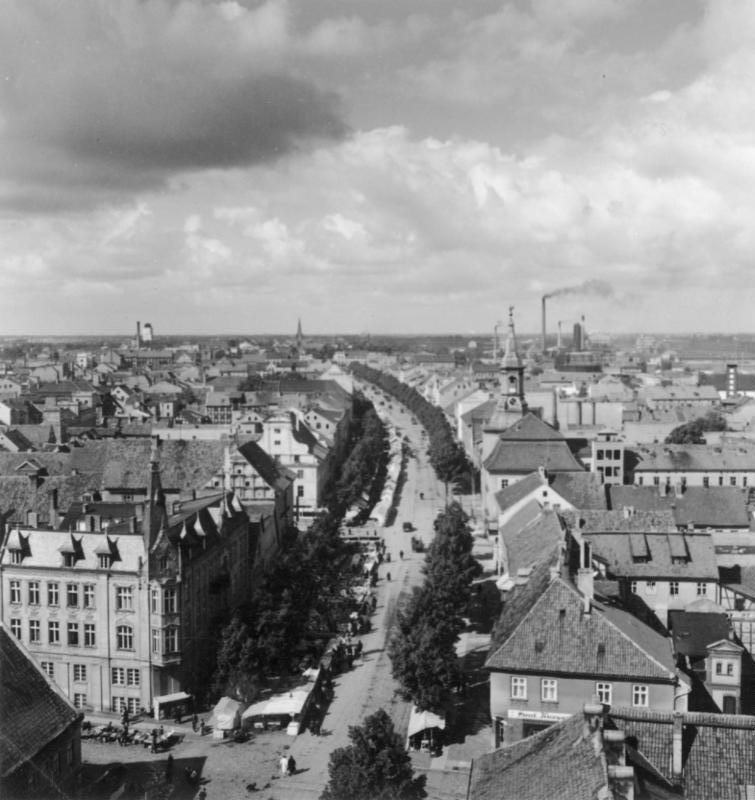
Panorama de Tilsit et de la Deutsche Straße, dans les années 1930

Les arrondissements de Ragnit et de Tilsit sont intégrés au 1er septembre 1818 au district de Gumbinnen du royaume de Prusse, dans la l'est de la province de Prusse (pas encore Prusse-Orientale). Le conseil d'arrondissement du premier (Landratsamt) se trouvait à Ragnit, celui du second à Tilsit.
L'arrondissement de Ragnit comprenait les paroisses de Budwethen, Kraupischken, Lengwethen, Ragnit, Szillen et de Wischwill; celui de Tilsit comprenait celles de Coadjuthen, Piktupönen, Tilsit et de Willkischken. La paroisse de Plaschken, qui faisait partie de l'arrondissement de Niederung, est intégrée à celui de Tilsit en 1836.
La commune villageoise de Bublauken est intégrée de l'arrondissement de Niederung à celui de Tilsit en 1875, mais celle d'Heydebruch et le domaine de Klein Szagmanten en sortent pour faire partie de l'arrondissement de Ragnit. L'année suivante, le village de Kamanten sort de l'arrondissement de Pillkallen pour entrer dans celui de Ragnit.
Les deux arrondissements font partie de la nouvelle province de Prusse-Orientale à partir du 1er avril 1878. la ville de Tilsit sort en 1896 de l'arrondissement du même nom pour former un nouvel arrondissement urbain (Stadtkreis). Après janvier 1920, tous les territoires au nord du Niémen, sont détachés de l'Allemagne et intégrés au territoire de Memel créé par la Société des Nations, selon les termes du traité de Versailles. En conséquence, les arrondissements de Ragnit et de Tilsit sont réduits. Celui de Tilsit n'existe presque plus et il est donc intégré à celui de Ragnit, le 25 mars 1920. Le 1er juillet 1922, les territoires au sud du Niémen sont réorganisés administrativement. Les villages de Dwischkalen, Kaltecken, Kalwen, Moritzkehmen, Schilgallen, une partie de Senteinen, et le domaine de Paszelgsten sont sortis de l'arrondissement de Tilsit pour faire partie de la ville d'arrondissement de Tilsit. De plus, l'arrondissement de Ragnit, avec les villages d'Alloningken, Birkenwalde, Blausden, Gaiwethen, Groß Brettschneidern, Groß Dummen, Groß Ischdaggen, Groß Wingsnupönen, Grünheide Försterei, Kattenuppen, Kaukwethen, Kaukweth-Kludszen, Kellmienen, Klein Brettschneidern, Klein Dummen, Krauleiden, Kühlen, Lapienen Försterei, Papuschienen, Pauperischken, Puskeppeln, Sandlauken, Schillkojen, Seikwethen, Skardupönen, Skroblienen et Smaledumen sortent de l'arrondissement de Niederung et de l'arrondissement de Tilsit, pour intégrer le nouvel arrondissement de Tilsit-Ragnit, dont le siège administratif est à Tilsit. Celui-ci est officiellement formé le 15-16 août 1922.
Les domaines seigneuriaux sont abolis en 1929 dans toute la Prusse et intégrés dans de nouvelles communes. Celui de Sziedlauken est intégré à l'arrondissement d'Insterbourg. Le 1er octobre 1939, la plus grande partie de l'arrondissement de Pogegen, au nord, est réunie à l'arrondissement de Tilsit-Ragnit.
L'arrondissement cesse d'exister au printemps 1945, lorsqu'il est intégré à l'URSS.